# Liste von Franziskanerklöstern in Berlin
Im heutigen Berliner Stadtgebiet bestanden und bestehen verschiedene Klöster der Franziskaner:
- Graues Kloster (ca. 1249–1539, im Zuge der Reformation aufgelöst, Klosterkirche als Ruine erhalten)
- Franziskanerkloster Pankow (Wollankstraße 19, seit 1921, unterhält eine Suppenküche)
- Franziskanerkloster Tempelhof (seit 1967, 1986 nach Wilmersdorf verlegt)
- Franziskanerkloster Wilmersdorf (Ludwigkirchplatz 10, 1986–2020, Pfarrseelsorge an der Ludwigskirche)